# کارمیوز
کارمیوز (انگلیسی: Carmeuse) شرکت معدن بلژیکی است، که در سال ۱۸۶۰ تأسیس شد.